# Marinus Bester
Marinus Bester (* 16. Januar 1969 in Hamburg) ist ein ehemaliger deutscher Fußballspieler und heutiger Funktionär, Trainer und Unternehmer.

## Karriere
Marinus Bester erzielte in der Saison 1989/90 für den FC Süderelbe 22 Treffer in der Hamburger Verbandsliga. 1990 wechselte er zu Werder Bremen. Bester kam in der Bremer Bundesligamannschaft aber nicht über die Rolle eines Ergänzungsspielers hinaus und wurde zunächst an den Hamburger SV und später den FC Schalke 04 ausgeliehen. 1995 wechselte zum SC Concordia Hamburg in die Regionalliga Nord und wurde gleichzeitig beruflich beim Fernsehsender Premiere tätig.
Nach einer erfolgreichen Saison beim Lüneburger SK, in der er mit 25 Treffern Torschützenkönig der Regionalliga Nord wurde, kehrte der als guter Kopfballspieler bekannte Bester 2000 zum Hamburger SV zurück und half im Jahr 2002 entscheidend mit, den Aufstieg in die Regionalliga zu schaffen. 2003 beendete Bester seine Karriere und wurde Team-Manager des Hamburger SV.
Die größten Erfolge seiner Karriere erlebte Bester weitgehend auf der Ersatzbank. Bester bestritt insgesamt 52 Bundesligaspiele und erzielte dabei fünf Tore.
Nach dem Ende seiner Spielerkarriere schloss sich Marinus Bester dem Amateurverein SG Scharmbeck-Pattensen an, wo er als Trainer in der Jugend arbeitete. Bis 2013 betreute er die U19 des Vereins. Zur Saison 2013/14 übernahm er die 1. Herrenmannschaft des Kreisligisten. Des Weiteren wurde Bester im November 2013 zum neuen Abteilungsleiter der Fußballabteilung des Kreisligisten TSV Eintracht Hittfeld gewählt. Von Oktober 2015 bis zum Jahresende 2017 trainierte Bester die Herrenmannschaft des VfL Maschen.
Außerdem fungierte er beim Hamburger SV ab 2003 als Teamkoordinator. Zur Saison 2018/19 wurde er zusätzlich Co-Trainer der Profimannschaft im Trainerstab von Cheftrainer Christian Titz. Nach fast zwanzig Jahren in verschiedenen Funktionen verließ Bester die Hanseaten Ende Januar 2019.
Beim Oberligisten TSV Buchholz 08 übernahm er im Sommer 2019 den Trainerposten, allerdings erfolgte bereits im November 2019 die vorzeitige Trennung.
Im Mai 2020 gründete Bester gemeinsam mit seinem Sohn Sebastian ein Unternehmen, das Dienstleistungen in den Geschäftsbereichen Spielerberatung sowie Planung und Durchführung von Sportveranstaltungen und Trainingslagern anbietet.
2021 reichte Bester im Gespann mit Edina Müller und dem Volkswirt Philipp Wenzel seine Bewerbung als Vereinspräsident des Hamburger SV ein. Die Bewerbung wurde vom Beirat des HSV e. V. nicht zugelassen, da das Gremium Wenzels Eignung in Frage stellte.